# لواء بيسلماخ
مدرسة مهن سلاح المشاة وقادة الجماعات (بالعبرية: בית הספר למפקדי כיתות ומקצועות חיל הרגלים (ביסלמ"ח) - بيت هاسيفر لمفاكدي كيتوت أوميكتسوت هيل هرغليم ، اشتهرت باسمها المختصر بيسلماخ ) أو ما يعرف بـاللواء 828، هي كيان في الجيش الإسرائيلي مسؤول عن تدريب جميع قادة فرق المشاة ورقباء الفصائل.
تأسست في عام 1974 تحت قيادة يعقوب حسداي، وتتكون المدرسة من ثلاث كتائب عاملة (17، 906، 450)، وتستخدم عادة للتدريب. أثناء الحروب أو حالات الطوارئ، كما كان الحال خلال حرب أكتوبر، تعمل هذه القوات كقوات قتالية عاملة بشكل كامل. منذ عام 2006، شكلت هذه الكتائب اللواء 828 (اللواء 772 سابقًا)، المشار إليه باسم لواء بيسلماخ (المعروف سابقًا باسم لواء بيسلاخ). للواء ثلاث قواعد تقع جميعها في منطقة النقب.
قبل عملية قوس قزح خلال انتفاضة الأقصى، شارك جنود اللواء في البحث في ممر صلاح الدين عن جثث جنود وحدة ياهالوم، الذين قُتلوا خلال كارثة ناقلة الجند المدرعة في 11-12 مايو 2004. كما شاركوا في خطة فك الارتباط عن غزة، وكانوا على إثرها أول من فرض الحدود مع قطاع غزة.